# Loi Jonnart
S.-C. du 14 juill. 1865
La loi du 4 février 1919, dite loi Jonnart d'après le nom du gouverneur général Charles Jonnart, est une loi française qui modifie le statut juridique des indigènes d'Algérie.

## Présentation
Les promesses d'octroi de droits politiques aux indigènes algériens se multiplièrent à la fin de la Première Guerre mondiale, eu égard à la mobilisation de 172 019 jeunes Algériens sur les champs de bataille européens avec des pertes qui se sont élevées à 25 711 tués et 72 035 blessés.
Charles Jonnart, qui avait déjà exercé les fonctions de gouverneur général de l'Algérie en 1900-1901 et 1903-1911 est nommé à nouveau à Alger par le gouvernement Clemenceau en vue d'une politique de réformes. Son nom est associé à une loi promulguée le 4 février 1919, qui ouvre aux musulmans l'accès à la citoyenneté française, améliore leur représentation politique, et affirme le principe d'une égalité d'accès aux fonctions et emplois publics.

## Élaboration
Le projet de loi est rédigé à Alger. Signé par Jonnart, il est déposé le 14 mai 1918.
Il est accepté, sans modification, par la commission de la Chambre des députés et son rapporteur.
Le 7 novembre, la Chambre l'adopte, après une brève discussion.
Le 30 janvier 1919, le Sénat l'adopte, à son tour, par 166 voix contre 33.
Le 4 février, la loi est promulguée.

## Articles déterminants
Loi sur l'accession des indigènes de l'Algérie aux droits politiques.
Le Sénat et la Chambre des députés ont adopté,
Le Président de la République promulgue la loi dont la teneur suit :
Titre Ier
De l'accession des indigènes d’Algérie à la qualité de citoyen français
Art. 1er. — Les indigènes d'Algérie pourront accéder à la qualité de citoyen français en vertu des dispositions du sénatus-consulte du 14 juillet 1865 et de la présente loi.
Art. 2. — Tout indigène algérien obtiendra, sur sa demande, la qualité de citoyen français, s'il remplit les conditions suivantes :
1° Être âgé de vingt-cinq ans ;
2° Être monogame ou célibataire ;
3° N'avoir jamais été condamné pour crime ou pour délit, comportant la perte des droits politiques, et n'avoir subi aucune peine disciplinaire soit pour actes d'hostilité contre la souveraineté française, soit pour prédication politique ou religieuse ou menées de nature à porter atteinte à la sécurité générale ;
4° Avoir deux ans de résidence consécutive dans la même commune en France ou en Algérie ou dans une circonscription administrative correspondante d'une colonie française ou d'un pays de protectorat français ;
Et s'il satisfait, en outre, à l'une des conditions spéciales suivantes :
a) Avoir servi dans les armées de terre et de mer et justifier de sa bonne conduite par une attestation de l'autorité militaire ;
b) Savoir lire et écrire en français ;
c) Être propriétaire ou fermier d'un bien rural ou propriétaire d'un immeuble urbain, ou être inscrit au rôle soit des patentes, soit des impôts de remplacement, depuis un an au moins dans la même commune pour une profession sédentaire ;
d) Être titulaire d'une fonction publique ou d'une pension de retraite pour services publics ;
e) Avoir été investi d'un mandat public électif ;
f) Être titulaire d'une décoration française ou d'une distinction honorifique accordée par le Gouvernement français ;
g) Être né d'un indigène devenu citoyen français, alors que le demandeur avait atteint l'âge de vingt et un ans.
La femme d'un indigène devenu citoyen français postérieurement à son mariage pourra demander à suivre la nouvelle condition de son mari. […]
Titre II
Statut politique des indigènes musulmans algériens
qui ne sont pas citoyens français
Art. 12. — Les indigènes musulmans algériens qui n'ont pas réclamé la qualité de citoyen français sont représentés dans toutes les assemblées délibérantes de l’Algérie (délégations financières, conseils supérieurs de gouvernement, conseils généraux, conseils municipaux, commissions municipales, djemaas de douars) par des membres élus, siégeant au même titre et avec les mêmes droits que les membres français sous réserve des dispositions de l'article 11 de la loi organique du 2 août 1875.
Dans les assemblées où siègent en même temps des membres indigènes nommés `par l'administration, ceux-ci ne peuvent pas être en nombre supérieur aux membres élus.
Les conseillers municipaux indigènes participent, même s'ils ne sont pas citoyens français, à l'élection des maires et des adjoints. […]
Art. 14. — Les indigènes musulmans non citoyens français sont admis au même titre que les citoyens français, et sous les mêmes conditions d'aptitude, aux fonctions et emplois publics. […]
Art. 16 — Les dispositions de la présente loi sont applicables à tout le territoire civil de l’Algérie. […]

## Champ d'application
La loi ne s'applique pas aux Territoires du Sud, à l'exception des indigènes nés dans les Territoires du Sud domiciliés dans des communes mixtes ou de plein exercice du Territoire civil, et aux indigènes nés dans le Territoire civil domiciliés dans les Territoires du Sud.
Les instructions d'applications de la loi, publiées le 16 novembre, précisent pour l'article 3 que la loi s'applique aussi aux « israélites du M'Zab », non concernés par le Décret Crémieux.
Jusqu'en 1929, elle est interprétée comme ne s'appliquant qu'aux « indigènes » de sexe masculin.
Elle ouvrit l'accès de certains emplois subalternes de la fonction publique locale aux indigènes algériens, mais quarante-quatre fonctions d'autorité expressément énumérées dans un décret du 26 mars 1919 leur restaient encore interdites.
La législation d'exception connue sous le nom de Code de l'indigénat n'est pas abolie. Les administrateurs français continuent donc de pouvoir appliquer aux Algériens des peines sans devoir passer par la justice.

## Conditions d'accession à la citoyenneté
Le requérant doit être âgé d'au moins de 25 ans alors qu'il devait être âgé d'au moins 21 ans dans le sénatus-consulte. Il doit, en outre, remplir une des conditions suivantes : avoir servi dans l'armée française ou avoir eu un fils ayant pris part à une campagne de guerre ; savoir lire et écrire le français ; être propriétaire, fermier ou être inscrit au rôle des patentes ; être titulaire ou l'avoir été d'une fonction publique, d'un mandat électif ou d'une décoration ; être marié avec ou né d'un indigène devenu citoyen français.

## Suites
Une loi du 18 août 1929 permettra aux « femmes indigènes » d'accéder à la citoyenneté dans les mêmes conditions que les hommes,.
Une loi du 11 octobre 1940 suspendra pour sa part la procédure d'accession à la citoyenneté pour les « israélites indigènes de l'Algérie » .

### Textes officiels
- [L. du 4 fév. 1919] Loi du 4 février 1919 sur l'accession des indigènes de l'Algérie aux droits politiques, dans Journal officiel de la République française, vol. 51e année, no 36, 6 février 1919, partie officielle, lois, texte no 1, p. 1358-1359.
- [D. du 26 mars 1919] Décret du 26 mars 1919 fixant la liste des fonctions d'autorité que les indigènes d'Algérie ne pourront exercer que s'ils sont citoyens français, dans Journal officiel de la République française, vol. 51e année, no 88, 30 mars 1919, partie officielle, ministère de l'Intérieur, texte no 3, p. 3253-3254.
- [Instr. du 16 nov. 1919] Instruction du 16 novembre 1919 pour l'application de la loi du 4 février 1919 (accession des indigènes algériens à la qualité de citoyen français), dans Journal officiel de la République française, vol. 51e année, no 311, 16 novembre 1919, partie officielle, ministère de l'Intérieur, texte no 3, p. 12895-12897.
- [L. du 4 août 1920] Loi du 4 août 1920 rétablissant la mise en surveillance instituée par l'article 3 de la loi du 15 juillet 1914, réglementant le régime de l'indigénat en Algérie, ainsi que les articles 8 à 15 inclus de la même loi, et complétant l'article 14 de la loi du 4 février 1919 sur l'accession des indigènes de l'Algérie aux droits politiques, dans Journal officiel de la République française, vol. 52e année, no 213, 6 août 1920, partie officielle, lois, texte no 3, p. 11287.
- [L. du 18 août 1929] Loi du 18 août 1929 étendant à la femme indigène d'Algérie l'application des dispositions de la loi du 4 février 1919 et du sénatus-consulte du 14 juillet 1865 sur l'accession au droit de cité, dans Journal officiel de la République française, vol. 61e année, no 195, 21 août 1929, partie officielle, lois, texte no 1, p. 9786.
- [L. du 11 oct. 1940] Loi du 11 octobre 1940 portant suspension de la procédure instituée par les articles 3 à 11 de la loi du 4 février 1919 en ce qui concerne les israélites indigènes de l'Algérie, dans Journal officiel de la République française : lois et décret, vol. 72e année, no 261, 13 octobre 1940, lois, texte no 4, p. 5274.